# Giuseppe De Liguoro
Giuseppe De Liguoro di Presicce (Napoli, 10 gennaio 1869 – Roma, 19 marzo 1944) è stato un regista e attore italiano del cinema muto agli inizi della cinematografia.

## Biografia
Appartenente alla famiglia aristocratica napoletana dei De Liguoro nel ramo dei conti di Presicce, nacque da Luigi e Luigia Cobianchi.
Fu padre degli attori e registi Wladimiro ed Eugenio De Liguoro.

## Attività professionale
Iniziò come attore teatrale, e il suo debutto avvenne nel 1894 al Teatro Alfieri di Firenze con l'interpretazione del personaggio di Orazio nell'Amleto di William Shakespeare, quando fece parte della compagnia di Libero Pilotto ed Ermete Zacconi.
Diresse poi delle proprie compagnie, con repertorio classico. Nel 1908 abbandonò il teatro per dedicarsi al cinema, e iniziò alla SAFFI-Comerio di Milano, poi divenuta Milano Films, come direttore artistico.
Nella casa milanese, De Liguoro girò i suoi primi successi, i cui soggetti furono ricavati da opere letterarie e teatrali o dalla storia politica e sociale, come Marin Faliero, doge di Venezia (1909), Edipo re (1910), L'Odissea (1911). Di grande rilevanza fu Gioacchino Murat - Dalla locanda al trono. Il film la cui trama si basava sulla vita di Gioacchino Murat, fu girato nel castello di un nobile milanese, dove furono fatte imponenti scenografie e impiegate ben 400 comparse. L'anno dopo, fu la volta de L'inferno, una delle prime trasposizioni cinematografiche alla celebre opera dantesca.
Nel 1913 diresse il lungometraggio Giuseppe Verdi nella vita e nella gloria per la Labor Films, sulla vita del celebre compositore.
Nel 1914 passò prima alla Gloria Films di Torino e poi alla Etna film di Catania. In Sicilia, l'attore-regista napoletano, affermatosi come uno dei maggiori cineasti dell'epoca, fu direttore artistico di questa manifattura e diresse un buon numero di pellicole che ebbero un buon successo di pubblico, come Christus (1914), Il cavaliere senza paura (1915) e Patria mia! (1915).
In seguito venne scritturato dalla romana Caesar Film, dove diresse alcuni film con protagonista la diva Francesca Bertini girati nel 1916, come My little Baby, Odette e La perla del cinema.
Dal 1917 al 1923 lavorò presso case cinematografiche come la Gladiator Film, il consorzio UCI ed altre case minori.
Nel 1924 creò a Venezia una propria casa di produzione cinematografica, la Ultra-Visione, che produsse un solo titolo, Il leone di Omar, ultima sua direzione cinematografica della carriera.
Nel 1931 diresse un cortometraggio sonoro dal titolo La canzone di Mirka.

## Filmografia parziale
- Il conte Ugolino (1908) - regia e interpretazione
- Marin Faliero, doge di Venezia (1909) - regia e interpretazione
- Martire pompeiana (1909) - regia
- Parisina (1909) - regia
- Carlo IX (1910) - regia e sceneggiatura
- Chicot (1910) - regia e sceneggiatura
- Edipo re (1910) - regia e interpretazione
- Gioacchino Murat - Dalla locanda al trono (1910) - regia e interpretazione
- L'odio (1910) - regia
- Re Lear (1910) - regia e interpretazione
- San Paolo, dramma biblico (1910) - regia e interpretazione
- Burgos (1911) - regia, sceneggiatura e interpretazione
- Il coraggio della paura (1911) - regia e soggetto
- L'inferno (1911) -  co-regia con Francesco Bertolini e Adolfo Padovan, e interpretazione
- L'Odissea, regia di Francesco Bertolini e Adolfo Padovan (1911)
- La cena del Borgia (1911) - regia, soggetto e interpretazione
- Re Enzo (1911) - regia e sceneggiatura
- Triste oblio! (1911) - regia e interpretazione
- Genio malefico (1912) - regia e interpretazione
- Brivido fatale (1912) - regia e soggetto
- Il peccato dell'ingratitudine (1912) - regia
- La burla (1912) - regia e sceneggiatura
- La statua di carne (1912) - regia
- Redenzione di un'anima (1912) - regia e interpretazione
- San Giorgio cavaliere (1912) - regia
- Giuseppe Verdi nella vita e nella gloria (1913) - regia
- Christus (1914) - regia
- Fiori d'amore... fiori di morte (1914) - regia
- Pagine sparse (1914) - regia
- L'appuntamento (1914) - regia
- La danza del diavolo (1914) - regia
- Il cavaliere senza paura (1915) - regia e interpretazione
- Patria mia! (1915) - regia
- Baby l'indiavolata (1916) - regia
- La perla del cinema (1916) - regia e interpretazione
- Lacrymae rerum (1916) - regia
- Odette (1916) - regia
- Addio, mia bella Napoli!... (1917) - regia
- Giosuè il guardacoste (1917) - regia, sceneggiatura e interpretazione
- Le memorie di un pazzo (1917) - regia e sceneggiatura
- Lo scheletro di Cassio (1917) - regia
- Quando si ama (1917) - regia
- Iris (1918) - regia
- La morte rossa (1918) - regia
- Lorenzaccio (1918) - regia
- Il canto di Circe (1920) - regia e soggetto
- La beffa della vita (1920) - regia e soggetto
- Il leone di Omar (1924) - regia, soggetto e sceneggiatura
- Il cavaliere senza paura (1925) - regia
- Tanis, la sfinge d'oro (1929)